# Роговский, Владимир Анатольевич
Владимир Анатольевич Роговский (род. 7 февраля 1965) — украинский шахматист, гроссмейстер (2005). Старший тренер ФИДЕ (2015).
Ученик Александра Игдалова. В 2000 году, представляя Запорожье, выиграл чемпионат Украины, проходивший по швейцарской системе с участием 116 шахматистов, с результатом 7½ очка из 9 возможных. На чемпионате Украины 2003 года с результатом 6½ очка из 9 разделил 2—10 места из 108 участников, по дополнительным показателям стал бронзовым призёром. В 2005 году на 76-м конгрессе ФИДЕ Роговскому присвоено звание гроссмейстера.

## Изменения рейтинга
| Графики недоступны из-за технических проблем. См. информацию на Фабрикаторе и на mediawiki.org. |